# Convolvulus gonocladus
Convolvulus gonocladus är en vindeväxtart som beskrevs av Pierre Edmond Boissier. Convolvulus gonocladus ingår i släktet vindor, och familjen vindeväxter. Inga underarter finns listade i Catalogue of Life.